# Các mốc thời gian của Mặt trận phía Đông (Chiến tranh thế giới thứ hai)
Các sự kiện quân sự ở Mặt trận phía Đông trong Chiến tranh thế giới thứ hai. Các mốc thời gian ghi theo năm - tháng - ngày.

## 1941
- 1941-06-22 Chiến dịch Barbarossa bắt đầu - phe Trục xâm lược Liên Xô
- 1941-06-22 - Chiến dịch phòng thủ Baltic: Quân khu đặc biệt Pribaltic của Hồng quân Liên Xô nhanh chóng bị quân Đức đánh bại
- 1941-06-23 - 1941-06-27 - Trận Raseiniai: trận đấu tăng lớn đầu tiên ở Mặt trận phía Đông
- 1941-06-22 - 1941-07-09 Trận Bialystok-Minsk - Các Tập đoàn quân 3 và 10 của Liên Xô bị bao vây
- 1941-07-01 - Quân đội Đức tiến vào thủ đô Riga của Latvia
- 1941-07-10 - 1941-09-10 Trận Smolensk - Các Tập đoàn quân 16 và 20 của Liên Xô bị bao vây
- 1941-07-15 - 1941-08-08 Trận Uman hay Trận Tây Ukraine - các quân đoàn xe tăng Liên Xô bị tiêu diệt
- 1941-08-08-1941-09-19 Trận Kiev - Phương diện quân Tây Nam của Liên Xô bị bao vây
- 1941-09-08 - 1944-01-18 Cuộc bao vây Leningrad - thành phố Leningrad và các tập đoàn quân của Phương diện quân Leningrad bị bao vây
- Chiến dịch Silver Fox Các lực lượng Đức và Phần Lan tiến về phía bắc Leningrad từ Murmansk
- Trận Roslavl-Novozybkov: Hồng quân phản công thất bại
- 1941-10-24 - 1942-01-07 Chiến dịch Bão táp - Đức tiến đánh Moskva nhưng bị chặn lại và bị đẩy lui
- 1941-10-21 - 1941-10-27 Trận Rostov- Quân Đức ban đầu chiếm được Rostov nhưng sau đó bị Hồng quân dằng co kéo dài và đánh lui về bờ Biển Azov
- Trận Vyazma-Bryansk — 662.000 sĩ quan và binh sĩ Xô Viết bị tử trận hoặc bị bắt làm tù binh
- 1941-10-10 - Trận Vyazma - quân Đức chiếm được Vyazma
- 1941-10-06 - Trận Bryansk - quân Đức chiếm được Bryansk
- 1941-10-02 - 1942-01-07 Trận Moskva - Chiến dịch Bão táp. Cuộc phản công mùa Đông của Liên Xô
- Chiến dịch Krym - chiến dịch kéo dài 8 tháng của quân Trục nhằm chinh phục bán đảo Krym
- Trận Kharkov lần thứ nhất - Quân Đức chiếm được Kharkov
- 1941-11-16 - 1942-07-04 Cuộc vây hãm Sevastopol - Quân Đức chiếm được Krym
- 1941-12-05 - 1942-04-30 Chiến dịch mùa đông 1941–1942

## 1942
- Cuộc tấn công Rzhev-Vyazma từ tháng 1 đến tháng 4 (1942) - nỗ lực thất bại thảm khốc của Liên Xô nhằm cắt đứt vùng lồi Rzhev
- 1942-02-08 Chiến dịch Demyansk (1942), quân đội Liên Xô vây các đơn vị quân Đức ở Demyansk nhưng quân Đức phá vây thành công và vẫn giữ được Demyansk
- 1942-05-12 - 1942-05-30 Chiến dịch Barvenkovo–Lozovaya - Cuộc tấn công mùa xuân của Liên Xô nhằm tái chiếm thành phố Kharkiv nhưng lại kết thúc trong vòng vây của Tập đoàn quân 6 và Tập đoàn quân thiết giáp 1 Đức Quốc xã.
- Chiến dịch Voronezh tháng 7 - Quân Đức chiếm được Voronezh sau hai tuần tấn công
- 1942-06-28 Chiến dịch Blau - Cuộc tấn công mùa hè của phe Trục nhằm chiếm các mỏ dầu ở Kavkaz. Sau đó, mục tiêu đánh chiếm Stalingrad đã được thêm vào.
- Cuộc phản công Rzhev-Sychevka lần thứ nhất vào tháng 7 - cả hai phía đều tổn thất lớn
- 1942-07-23 - 1943-02-01 Chiến dịch Kavkaz - Quân Đức tấn công lên Núi Elbrus nhưng phe Trục không thể đánh được tới các mỏ dầu ở Biển Caspi
- 1942-08-23 - 1943-02-02 Trận Stalingrad - Trận chiến đẫm máu nhất trong lịch sử
- 1942-11-19 Chiến dịch Sao Thiên Vương bắt đầu - Các tập đoàn quân của Romania và Hungary bị tiêu diệt; 300.000 quân Trục bị mắc kẹt tại Stalingrad
- Cuộc tấn công Rzhev-Sychevka lần thứ hai tháng 11 - tháng 12 - một nỗ lực thất bại nữa của Liên Xô nhằm cắt đứt vùng lồi Rzhev. Đây là thất bại nặng nề nhất của Georgy Zhukov
- 1942-12-12 - 1942-12-29 Chiến dịch Bão Mùa đông - Nỗ lực giải vây Stalingrad không thành công
- 1942-12-15 - 1943-02-25 Chiến dịch Sao Thổ - Cuộc tấn công của Liên Xô triệt phá các vị trí của phe Trục ở Kavkaz và Donbass

## 1943
- Cuộc tấn công tháng 3 Rzhev-Vyazma - Quân đội Liên Xô đánh bật quân Đức khỏi vùng lồi Rzhev
- 1943-02-16 - 1943-03-15 Trận Kharkov lần thứ ba - Hồng quân Liên Xô phản công quân Đức nhưng rơi vào bẫy của Erich von Manstein và bị thiệt hại nặng nề
- 1943-07-05 - 1943-08-01 Trận Vòng cung Kursk - trận đấu tăng lớn nhất trong lịch sử; Quân Đức bị đánh bại bởi phòng thủ có chiều sâu của quân Liên Xô
- 1943-07-30 Hai bên giao tranh ở phòng tuyến sông Mius ở Donbass
- Chiến dịch Belgorod tháng 8 - Quân đội Liên Xô giành lại được Belgorod
- Trận Kharkov lần thứ tư ngày 4 tháng 8 - Quân đội Liên Xô giành lại được Kharkov
- Trận Smolensk lần thứ hai - Giải phòng thành phố Smolensk
- Trận sông Dniepr tháng 9 - tháng 11 - Quân đội Liên Xô giải phóng toàn bộ tả ngạn sông Dniepr.
- Trận Lenino tháng 10 - chiến dịch quân sự đầu tiên của Quân đội Nhân dân Ba Lan với chiến quả hạn chế.
- Chiến dịch giải phóng Kiev tháng 11
- Tháng 12 – tháng 8 năm 1944 Chiến dịch tấn công hữu ngạn Dniepr - Quân đội Liên Xô giành chiến thắng quyết định.

## 1944
- Tháng 1 - Chiến dịch hợp vây Korsun–Shevchenkovsky
- 1944-01-18 - Trận Leningrad
- 1944-01-14 - 1944-03-01 - Chiến dịch Leningrad–Novgorod giải vây cho Leningrad
- 1944-04-08 - 1944-05-12 - Chiến dịch Krym (1944) giải phóng bán đảo Krym
- Tháng 2 - tháng 7 - Trận Narva - Cuộc tấn công chiến lược Leningrad-Novgorod của Liên Xô tại eo biển Narva bị các lực lượng Đức bao gồm cả quân Estonia chặn lại
- Tháng 6 - tháng 8 - Chiến dịch Bagration - Cụm tập đoàn quân Trung tâm của Đức bị tiêu diệt
- Tháng 7 - tháng 8 - Chiến dịch Lvov–Sandomierz - Cụm tập đoàn quân phía Nam của Đức (Nam Ba Lan, Bắc Ukraina) bị tiêu diệt
- Tháng 7 - Trận Narva - Liên Xô đánh chiếm thị trấn Narva
- 1944-07-26 - 1944-08-12 - Trận chiến Phòng tuyến Tannenberg - Cuộc tiến công của Liên Xô tới cảng Tallinn bị quân Đức chặn lại
- Tháng 8 - Chiến dịch Iassy-Kishinev (tiếng Đức "Chiến dịch Jassy-Kischinew") - Liên Xô đánh bại lực lượng Đức ở Romania; Romania chuyển sang phê Đồng minh
- 1944-08-23 - Khởi nghĩa tháng 8 năm 1944 tại Romania do Quốc vương trẻ tuổi Michael lãnh đạo, một chính phủ thân Đồng minh đã lật đổ chế độ thân Đức Quốc xã ở Romania và tuyên chiến với Đức
- Tháng 8-9 - Khởi nghĩa Warszawa - nỗ lực giải phóng đất nước khỏi quân phát-xít của lực lượng kháng chiến Ba Lan thất bại do không có sự hỗ trợ từ bên ngoài
- 1944-08-29 - 1944-10-28 - Cuộc nổi dậy của quần chúng Slovakia - Cuộc đảo chính thất bại của các lực lượng phi chính quy Slovakia-Liên Xô ở Slovakia
- Tháng 8 - tháng 10 - Chiến dịch Baltic (1944) - Cụm tập đoàn quân phía Bắc của Đức bị Hồng quân Liên Xô khóa chặt ở bán đảo Courland
- 1944-09-19 - Liên Xô ký Hiệp định đình chiến với Phần Lan ở Moskva
- 1944-10-06 - 1944-10-28 - Chiến dịch Debrecen -  chiến dịch đầu tiên trong bốn chiến dịch quân sự lớn của Hồng quân Liên Xô tại mặt trận Hungary năm 1944
- 1944-10-16 - 1944-10-30 - Chiến dịch Gumbinnen (Cuộc tấn công Đông Phổ lần thứ nhất) - Các lực lượng Liên Xô thất bại khi cố gắng tiến vào Đông Phổ sau Chiến dịch tấn công Memel
- Tháng 10 - Chiến dịch tấn công Beograd: các lực lượng Liên Xô, Bulgary và du kích Nam Tư giải phóng Beograd
- 1944-12-29 - 1945-02-13 - Chiến dịch Budapest: Liên Xô tấn công, giải phóng Budapest. Đức mất đồng minh Đông Âu cuối cùng.

## 1945
- 1945-01-12 - 1945-02-02 - Chiến dịch Wisla–Oder - Liên Xô đánh tan Cụm tập đoàn quân A của Đức, giải phóng hầu hết Ba Lan và Bắc Tiếp Khắc, tiến sâu vào trong biên giới của Đức (nhìn từ vị trí của biên giới khi đó)
- 1945-01-13 - 1945-04-25 - Chiến dịch Đông Phổ - Các lực lượng Liên Xô chịu thiệt hại nặng để tiến công ở Đông Phổ và bao vây Königsberg.
- 1945-02-02 - 1945-02-24 - Chiến dịch Hạ Silesian - Lực lượng của Tướng Konev đẩy lui quân Đức khỏi Ba Lan, giải phóng Krakow.
- 1945-02-13 - 1945-05-06 - Chiến dịch vây hãm Breslau
- 1945-03-06 - 1945-03-17 - Chiến dịch phòng ngự hồ Balaton - Cuộc tấn công cuối cùng của quân Đức trong chiến tranh
- 1945-03-15 - 1945-03-31 - Chiến dịch Thượng Silesia
- 1945-04-02 - 1945-04-13 - Chiến dịch Viên - Quân đội Liên Xô đẩy lui quân Đức khỏi Hungary và miền Đông Áo.
- 1945-04-16 - 1945-04-19 - Trận Đồi Seelow - Cuộc tấn công trực diện của Zhukov vào Berlin trả giá đắt
- 1945-04-16 - 1945-05-02 - Chiến dịch Berlin (1945) - Một tháng giao tranh từng đường phố
- 1945-04-24 - 1945-05-01 - Trận Halbe - Các đơn vị của Tập đoàn quân số 9 của Đức bị đánh bại và tháo chạy về phía tây
- 1945-04-30 - Adolf Hitler chết
- 1945-05-07 - Đức đầu hàng vô điều kiện tại Rheims
- 1945-05-08 - Đức đầu hàng vô điều kiện ở Berlin
- 1945-05-08 - Kết thúc Thế chiến II ở Châu Âu
- 1945-05-06 - 1945-05-11 - Chiến dịch Praha: là chiến dịch lớn cuối cùng của Quân đội Liên Xô và các đồng minh tại châu Âu trong Chiến tranh thế giới thứ hai
- 1945-05-08 - 1945-05-9 - Hồng quân Liên Xô đổ bộ lên đảo Bornholm (Đan Mạch). Lực lượng Đức trên đảo đầu hàng.